# Riaz Ahmed
Riaz Ahmed (Rawalpindi, 11 september 1941) is een voormalig Pakistaans hockeyer.
Ahmed won met de Pakistaanse ploeg in Mexico-stad de olympische gouden medaille. In 1971 tijdens het eerste wereldkampioenschap de eerste wereldtitel. In 1972 verloor Ahmed de olympische finale in München van het gastland West-Duitsland.

## Erelijst
- 1968 –  Olympische Spelen in Mexico-stad
- 1970 –  Aziatische Spelen in Bangkok
- 1971 –  Wereldkampioenschap in Barcelona
- 1972 –  Olympische Spelen in München